# Lose/lose

lose/lose(루즈/루즈)는 미국의 자크 게이지(Zach Gage)가 매킨토시 전용으로 개발한 슈팅 게임이자 컴퓨터 바이러스다.

## 개요
lose/lose는 스페이스 인베이더와 갤러그와 비슷한 슈팅 게임으로 주인공 기체가 적을 격추시킬때마다 실제 컴퓨터 하드디스크에 저장된 자료들이 실제로 지워지는데 격추시키는 적마다 MOV, PNG, ZIP, AIF, WAV, AIFF, AVI, NEF, GIF, HTML, PSD, M4A, TXT 등의 파일이 지워지며 반대로 주인공 기체가 적에게 파괴될 경우 게임이 스스로 지워진다. 때문에 컴퓨터 보안 전문가들은 "게임을 빙자해 사용자의 허가 없이 자료를 마음대로 지우는 엄연한 컴퓨터 바이러스"라 주장하고 있으며 이에 많은의 백신 소프트웨어에서는 OSX/LoseGame-A라는 이름의 악성코드로 진단하고 있다.
자크 게이지는 이 게임에 속아넘어가 피해를 보는 것을 줄이기 위해 게임을 켤때 처음에 빨간 글씨로 "이 게임을 즐기면 당신의 하드디스크의 자료가 지워집니다. 분명히 경고했으며 저는 이에 책임을 지지 않습니다."라는 글이 적혀있다.

### 만든 이유
컴퓨터 바이러스를 만든 자크 게이지는 게임 속에서 적을 부수는 짓을 컴퓨터 자료를 지우는 것으로 이어놓아 게임과 현실의 연결점을 알아보자는 의도로 만들었다고 밝혔다.